# Свраче каменарче
Свраче каменарче (Oenanthe picata) е вид птица от семейство Muscicapidae.

## Разпространение и местообитание
Разпространен е в Афганистан, Индия, Иран, Казахстан, Обединените арабски емирства, Оман, Пакистан, Таджикистан, Туркменистан и Узбекистан.